# Zizina otis
Zizina otis – motyl dzienny z rodziny modraszkowatych (Lycaenidae).
Wygląd
Rozpiętość skrzydeł to 3–4 cm. Samce mają ciemne, fioletowoniebieskie skrzydła, samice zaś brązowe z niebieskim nalotem pośrodku. Spód szary w brązowe plamki. Zielona gąsienica.
Pożywienie
Lucerna, rośliny motylkowate.
Występowanie
Afryka, Australia, Indie, Japonia.